# 伯恩哈德·拜尔
伯恩哈德·拜尔（德語：Bernhard Baier，1912年8月12日—2003年4月26日），德国男子水球运动员。他曾代表德国参加1936年夏季奥林匹克运动会水球比赛，获得一枚银牌。他也参加了1935年学生运动会。